# Noordoostelijke Woudgebieden
De Noordoostelijke Woudgebieden, of kortweg noordoosten, is een van de tien cultuurgebieden waarin antropologen de culturen van de Noord-Amerikaanse indianen verdelen. Het gebied strekte zich uit van de Atlantische Oceaan in het oosten tot de Mississippi in het westen en van het gebied rond de Grote Meren in het noorden tot de Ohiovallei in het zuiden (deze vallei wordt ook wel tot het Zuidoosten gerekend). Langs de Atlantische kust strekte de regio zich uit van Newfoundland in het noorden, ook wel tot de Subarctische regio gerekend, tot Noord-Carolina in het zuiden. Het noordoosten wordt ook wel samen met het zuidoosten, het cultuurgebied ten zuiden van de Noordoostelijke Woudgebieden, als een enkel cultuurgebied beschouwd, de Oostelijke Woudgebieden.
De Noordoostelijke Woudgebieden kennen een redelijk gematigd klimaat met veel regen, wat de inheemse bevolking in staat stelde maïs, bonen en pompoenen te verbouwen, de zogenaamde Drie Zusters landbouwmethode. De streek was dicht bebost, behalve in het westen, waar ze overgaat in de prairie. Het westen wordt doorsneden door de Ohio en haar zijrivieren. In het oosten stromen de Saint Lawrence, Hudson, Potomac en Delaware, die gevoed worden door de Appalachen.
In het verleden hebben verschillende precolumbiaanse culturen gebloeid in de Noordoostelijke Woudgebieden, waaronder de Adenacultuur, enkele Hopewellculturen en de Mississippicultuur. Ten tijde van de blanke kolonisatie van het gebied woonden er voornamelijk Algonkische en Irokese volken, waarvanonder de machtige Irokese Confederatie en Powhatanconfederatie.

## Lijst van Inheemse volken
| - Anishinaabeg (Nishnaabeg) - Ojibweg - Zuidoostelijke Ojibweg - Ojibweg - Misi-zaagiwininiwag (Mississauga) - Zuidwestelijke Ojibweg (Chippewa) - Bodéwadmik (Potawatomi, Neshnaabi) - Odaawaag (Ottawa, Nishnaabe) - Odishkwaagamiig - Omàmiwininiwak (Algonkin, Algonquin) - Kichesiprini - Weskarini (Algonkin) - N’Bissing (Nipissing) - Asakiwaki (Sauk, Sac) - Assegun (Mascouten; Bone) - Attiwandaronk (Neutral) - Aondiron - Ongniaahraronon - Beothuk - Dakota (Isanyati, Santee Sioux) (Zie: Indianen van de prairies) - Erie (Eriez) - Fox: zie Meskwakihaki - Giiwigaabaw (Kickapoo, Kikapú) - Haudenosaunee (Ongwe Hongwe, Iroquios, Six Nations, Irokezen) - Gayugaho:no (Cayuga) - Kanien’kehaka (Mohawk)) - Onyota’a:ka (Oneida) - Ondowahgah (Seneca) - Onoda’gega (Onondaga) - Skaruren (Tuscarora) - Ho-Chunk (Ho-Chungra, Winnebago) - Hopewell (Historisch volk) - Huron: zie Wendat - Illinois (Illiniwek) - Cahokia - Cepoussa (Chepoussa) - Chinko(a) - Espemnka |  | (Vervolg Illiniwek) - - Kaskaskia - Korakoenitanon - Maroa - Maingwena - Michigamea - Omouahaos - Peoria - Tamaroa - Tapouaro (Tapouro) - Irokezen (zie Haudenosaunee) - Iswa (Catawba) - Laurentian Iroquois (Laurentian) - Lenni-Lenape (Delaware) - Minsi - Minisink (Munsee) - Espachomy (Esopus) - Catskill - Mamekoting - Waranawonkong - Wawarsink - Munsee/Muheconneok (Mahican) - Ramapough (Ramapough Mountain Indians, Ramapough Lenape) - Unami - Unalachtico - Loup A - Loup B - Lumbee - Mamaceqtaw (Omaaeekwnomenew, Menominee, Menomini) - Mascouten (Zie Assegun) - Massachusett - Menominee, Menomini: zie Mamaceqtaw - Meskwakihaki (Fox) - Mingo (Ohio Seneca) - Mississauga (Ook wel beschouwd als subnatie van de Ojibweg) - Myaamiaki (Miami) - Wea - Piankeshaw - Atchakanouen |  | (Vervolg Myaamiaki) - - Kilatika - Pepikokia - Mengkonkia - Mi'kmaq (Zie Wabanaki) - Mohiingan (Mohegan) - Pequot - Shinnecock - Nanigansek (Nahahiganseck, Naiaganset, Narragansett) - Montaukett (Montauk) - Niantic (Nehantic) - Nanticoke (Choptank) - Nanticoke Lenni-Lenape (Nanticoke Lenape Indians) - Natick - Nipmuck (Nipmuc, Pocamtuck) - Pamlico - Paugusset - Petun (Tobacco) - Pocumtuk - Poospatuck - Powhatan - Accomac (Accawmacke) - Accohannock (Annemessex) - Appamattuck - Arrohateck - Chiskiack - Mattaponi - Kecoughtan - Pamunkey - Powhatan - Piscataway (Conoy) - Sauk, Sac: zie Asakiwaki - Secotan - Shawano (Shawnee) - St. Lawrence Iroquoian (Historisch volk) - Susquehannock (Conestoga, Andaste) - Tobacco: zie Petun. - Tutelo (Historisch volk) - Tionontati (Tobacco) - Unquachog |  | - Wabanaki - Abenaki (Abnaki) - Accominta - Amaseconti - Arosaguntacoock - Kennebec (Caniba) - Missiasik - Norridgewock (Abenaki) - Ouarastegouiak - Peskotomushkati (Passamaquoddy, Etchemin) - Patsuiket - Pennacook (Penakuk, Panukkog, Peenecooks, Penagooge, Penakook, Penecooke, Penicoock, Penicook, Penikook, Pennacokes, Pennacooke, Pennagog, Pennecooke, Pennekokes, Pennekook, Pennokook, Penny Cook, Penny-Cooke, Pennykoke, Pinnekooks, Pnoacocks, Ponacoks, Sagadahoc) - Penobscot - Pigwacket (Pequawket) - Rocameca - Sokoki - Wawenoc - Wolastoqiyik (Maliseet, Malécite, Etchemin) - L'nu'k (Mi'kmaq, Micmac) - Wampanoag: zie Wôpânaak - Wenrohronon - Winnebago: zie Ho-chunk - Wôpânaak (Wampanoag) - Aquinnah - Nantucket - Nauset - Mashpee - Patuxet - Pokanoket - Pocasset - Wappinger - Wendat (Wyandot, Huron) - Wyandot, Wyandotte: zie Wendat - Wenro |